# Skyfall (cântec)
"Skyfall" este cântecul de fundal al filmului despre James Bond din 2012 Skyfall, interpretat de cântăreața și cantautoarea engleză Adele. El a fost scris de către Adele și producătorul Paul Epworth cu orchestrare de către J. A. C. Redford.
"Skyfall" a fost lansat pe 5 octombrie 2012 la 0:07 BST ca parte a Global James Bond Day, celebrând a 50-a aniversare a lansării Dr. No, primul film despre James Bond.

## Premii
| Premii                 | Premii                             | Premii       | Premii |
| Premiu                 | Categoria                          | Rezultat     |        |
| ---------------------- | ---------------------------------- | ------------ | ------ |
| Premiile Oscar         | Best Original Song                 | Câștigat     |        |
| Golden Globe Awards    | Best Original Song                 | Câștigat     |        |
| Critics' Choice Awards | Best Song                          | Câștigat     |        |
| Grammy Awards          | Best Song Written for Visual Media | În așteptare |        |

## Formate și lista pieselor
- Digital download[6]

1. "Skyfall" – 4:49

- UK CD/7" vinyl single[7]

1. "Skyfall" – 4:49
2. "Skyfall" (Instrumental) – 4:46

## Credite și personal
Înregistrare
- Înregistrat la Abbey Road Studios, Londra, Anglia.

Personal
| - Vocals - Adele - Compozitor – Adele Adkins, Paul Epworth - Producător – Paul Epworth - Asistenți de producător – Pete Hutchington, Joe Hartwell Jones - Mixaj – Tom Elmhirst - Inginer – Matt Wiggins - Inginer maestru – Tom Coyne - Choir arrangement – Paul Epworth - Choir master – Jenny O'Grady - Orchestra contractor – Isobel Griffiths - Assistant orchestra contractor – Charlotte Matthews | - Orchestral arrangement – Paul Epworth, J. A. C. Redford - Orchestrator/conductor – J. A. C. Redford - Orchestra leader – Thomas Bowes - Orchestra recording – Simon Rhodes - Percussion – Paul Epworth - chitară – James Reid - Drums – Leo Taylor - Piano – Nikolaj Torp Larsen - Bass – Tom Herbert - Choir – Metro Voices |

Credits adapted from the liner notes of "Skyfall", XL Recordings.

## Poziționări
| Top (2012–13)                          | Poziția de top |
| -------------------------------------- | -------------- |
| Australia (ARIA)                       | 5              |
| Austria (Ö3 Austria Top 40)            | 2              |
| Belgia (Ultratop 50 Flanders)          | 1              |
| Belgia (Ultratop 50 Wallonia)          | 1              |
| Brazil (Billboard Brasil Hot 100)      | 25             |
| Brazil Hot Pop Songs                   | 3              |
| Canada (Canadian Hot 100)              | 3              |
| Cehia (Rádio Top 100)                  | 1              |
| Danemarca (Tracklisten)                | 2              |
| Finlanda (Suomen virallinen lista)     | 15             |
| Franța (SNEP)                          | 1              |
| Germania (Media Control Charts)        | 1              |
| Greece Digital Songs (Billboard)       | 1              |
| Ungaria (Rádiós Top 40)                | 1              |
| Ungaria (Single Top 20)                | 1              |
| Irlanda (IRMA)                         | 1              |
| Israel (Media Forest)                  | 1              |
| Italy (FIMI)                           | 1              |
| Japan (Japan Hot 100)                  | 20             |
| Luxembourg Digital Songs (Billboard)   | 1              |
| Mexico (AMPROFON)                      | 21             |
| Olanda (Dutch Top 40)                  | 1              |
| Olanda (Single Top 100)                | 1              |
| Noua Zeelandă (Recorded Music NZ)      | 2              |
| Norway (VG-lista)                      | 7              |
| Polonia (Polish Airplay Top 20)        | 5              |
| Portugal Digital Songs (Billboard)     | 2              |
| Scoția (Official Charts Company)       | 3              |
| Slovacia (Rádio Top 100)               | 5              |
| South Korea (Gaon International Chart) | 1              |
| Spania (PROMUSICAE)                    | 4              |
| Elveția (Schweizer Hitparade)          | 1              |
| UK Singles (Official Charts Company)   | 2              |
| US Billboard Hot 100                   | 8              |
| US Adult Contemporary (Billboard)      | 11             |
| US Adult Top 40 (Billboard)            | 14             |
| US Hot Dance Club Songs (Billboard)    | 10             |
| US Mainstream Top 40 (Billboard)       | 37             |

| Top (2012)                           | Poziția  |
| ------------------------------------ | -------- |
| Belgium (Flanders)                   | 16       |
| Belgium (Wallonia)                   | 8        |
| Finland (Suomen virallinen lista)    | 13       |
| France (SNEP)                        | 5        |
| Hungary (Rádiós Top 40)              | 38       |
| Netherlands (Single Top 100)         | 8        |
| UK Singles (Official Charts Company) | 20       |
| Chart (2013)                         | Position |
| Hungary (Rádiós Top 40)              | 46       |